# Ланцюгові дроби Данжуа
Ланцюговий дріб Данжуа, або канонічний ланцюговий дріб (англ. Denjoy's canonical continued fraction)— це ланцюговий дріб виду
{\displaystyle [d_{0};d_{1},d_{2},d_{3},...]=d_{0}+{\frac {1}{d_{1}+{\frac {1}{d_{2}+{\frac {1}{d_{3}+...}}}}}}}
де d0 є ціле число, таке що {\displaystyle x-d_{0}\geq 0} а всі інші {\displaystyle d_{n}\in D_{2}\equiv \{0,1\}}.
Французький математик Арно Данжуа встановив, що кожне дійсне число x розкладається у скінченний або нескінченний Ланцюговий дріб Данжуа.
На основі розкладу числа в ланцюговий дріб Данжуа була створена тополого-метрична теорія зображення чисел дробами Данжуа, так званого {\displaystyle D_{2}}-зображення.

## Основні теоремиD2{\displaystyle D_{2}}-зображення
Нехай {\displaystyle A={\{0;1\}}} – двосимвольний алфавіт, {\displaystyle L=A\times A\times ...} — простір послідовностей елементів алфавіту. Покладемо {\displaystyle {\frac {1}{0}}\equiv \infty ,{\frac {1}{\infty }}\equiv 0}.

### Теорема 1
Для довільного числа {\displaystyle x\in (0;1]} існує набір {\displaystyle (d_{1},d_{2},d_{3},...,d_{n})} або послідовність {\displaystyle (d_{n})\subset L} така, що:
{\displaystyle x={\frac {1}{d_{1}+{\tfrac {1}{d_{2}+{\tfrac {1}{d_{3}+...}}}}}}\equiv [0;d_{1},d_{2},d_{3},...]_{2}^{D}},
причому {\displaystyle d_{1}=1}, і якщо {\displaystyle d_{i}=0}, то {\displaystyle d_{j}=1} при {\displaystyle j=i+1}.

### Теорема 2
Оскільки {\displaystyle [0;(1,0)]^{D}=0,[0;1,(1,0)]^{D}=1,} то усі скінченні дроби Данжуа {\displaystyle [0;d_{1},d_{2},...,d_{n}]^{D}} можна записувати у вигляді {\displaystyle [0;d_{1},d_{2},...,d_{n},(1,0)]^{D}} і вважати, що кожне число з відрізка {\displaystyle [0;1]} має нескінченне {\displaystyle D_{2}}-зображення.

## Розклад в ланцюговий дріб Данжуа
Алгоритм розкладу числа у дріб Данжуа має наступний вигляд: Нехай маємо число {\displaystyle x\in (0;1].} Якщо x = 1, то таким розкладом, очевидно, є {\displaystyle [0;1]^{D}}.
Якщо {\displaystyle x\in (0;1)}, то дріб {\displaystyle {\frac {1}{x}}>1}. Дріб {\displaystyle {\frac {1}{x}}=1+x_{1}}. Тоді {\displaystyle x={\frac {1}{\frac {1}{x}}}={\frac {1}{1+x_{1}}},d_{1}=1.}
Якщо {\displaystyle x_{1}>1}, то {\displaystyle {\frac {1}{\frac {1}{x_{1}}}}<1}, тоді {\displaystyle x={\frac {1}{1+{\frac {1}{\frac {1}{x_{1}}}}}}={\frac {1}{1+{\frac {1}{0+{\frac {1}{x_{1}}}}}}}}, {\displaystyle d_{1}=1,d_{2}=0}.
Якщо {\displaystyle x_{1}\in (0;1)}, то дріб {\displaystyle {\frac {1}{x_{1}}}>1}. Тоді {\displaystyle {\frac {1}{x_{1}}}=1+x_{2}}. Звідси маємо: {\displaystyle x={\frac {1}{1+{\frac {1}{x_{1}}}}}={\frac {1}{1+{\frac {1}{1+x_{2}}}}},d_{1}=1,d_{2}=1}.
У кожному з наступних випадків діємо аналогічно, якщо {\displaystyle x_{i}>1}, то наступна цифра {\displaystyle d_{i}=0}, і наступна {\displaystyle d_{j}=1}; якщо {\displaystyle x_{i}<1}, то наступна цифра {\displaystyle d_{i}=1}, і наступна {\displaystyle d_{j}=1}.
За нескінченне число кроків отримаємо що {\displaystyle x_{k}=1}, або ж процес буде продовжуватись до нескінченності. Збіжність процесу очевидна.
Приклад. {\displaystyle {\frac {1}{3}}={\frac {1}{1+2}}={\frac {1}{1+{\frac {1}{\frac {1}{2}}}}}={\frac {1}{1+{\frac {1}{0+{\frac {1}{2}}}}}}={\frac {1}{1+{\frac {1}{0+{\frac {1}{1+{\frac {1}{1}}}}}}}}=[0;1,0,1,1]^{D}}.